# La Minor

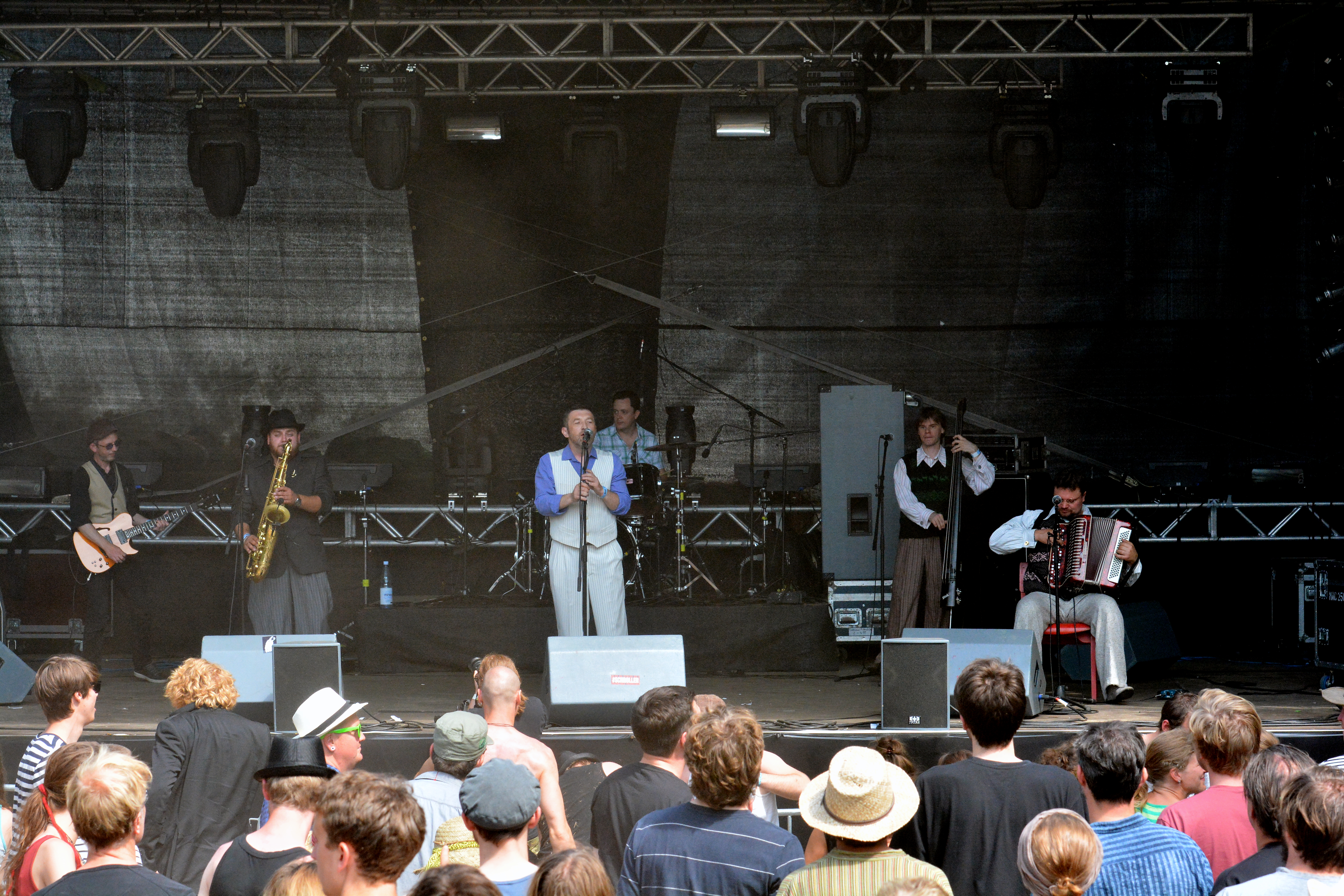
La Minor beim Wilwarin Festival 2014

La Minor (Ля-Миноръ) ist eine St. Petersburger Folkpunk-Band, die sich im Jahr 2000 formierte und sich auf russische Chansons versiert hat. Die Band selbst bezeichnet ihren Stil-Mix als Cool and Jazzy Urban Funk, Criminal Songs oder Odessa Beats.

## Geschichte
La Minor formierten sich im Jahr 2001 als St. Petersburger Clubband. Slawa Schalygin, Sänger der Gruppe und vormals Mitglied der Psychobilly-Band The Navigators, organisierte auch das erste Konzert: im Spirit Club, dessen Manager er zu jener Zeit war. Musikalisch griff die Band die Gaunerchanson-Tradition der 1920er, 1930er und 1970er wieder auf – allerdings nicht eins-zu-eins, sondern mit der nach Meinung der Gruppe gebotenen zeitlichen Distanz. Musikalisch setzten La Minor auf einen wilden Mix aus Lo-Fi-Straßenpolka, traditionellen russischen Elementen, Jazz und Ska. Die Songs selbst schöpften aus der Tradition des russischen Chansons, wurden jedoch – zum Teil mittels verfremdeter oder aktualisierter Texte – an die Bedürfnisse eines jungen, großstädtischen Club-Publikums angepasst. Die Instrumentierung war entsprechend gemischt; zur klassischen Bandbesetzung Schlagzeug, Gitarre und Kontrabass gesellten sich Akkordeon und Saxophon.
Das erste Album, Blatnjak, erschien 2001. Ebenso wie die Folgealben enthielt es großteils (zum Teil verfremdete) Traditionals wie zum Beispiel Murka, Odessa-Mama und Gop-So-Smykom. Bis 2009 erschienen fünf Alben; der Titel The Girl in the Cotton Dress wurde zusätzlich auf der bei Trikont erschienenen Kompilation Russendisko – Hits veröffentlicht. Seit ihrer Gründung hat sich die Band vor allem aufgrund ihrer stimmungsvollen Livekonzerte profiliert. Seit 2004 erfolgten regelmäßige Tourneen durch Deutschland, die Niederlande, Frankreich, die Schweiz und Belgien. Hinzu kamen zahlreiche Auftritte auf Festivals wie zum Beispiel dem Eurofolkfestival in Ingelheim am Rhein, dem Überlast-Festival in Enschede, Niederlande, dem Festival Wazemmes l’Accordeon in Frankreich und auf der Berliner Berlinale (2009). Die Gruppe besteht aus folgender Besetzung: Slawa Schalygin (Gesang), Igor' Kowtschegow (Saxophon, Gesang), Grigori Sjomkin (russisches Akkordeon, Gesang), Wassili Telegin (Kontrabass), Alexej Topolow (Gitarre, Gesang) und Dmitri Dawydow (Schlagzeug).

## Musik und Kritik
Aufgrund ihrer Mischung aus Rock- und Straßenmusikelementen sowie traditionellen Gaunerchansons werden La Minor oft mit Bands wie Gogol Bordello und Leningrad verglichen. Sänger Slawa Schalygin führt den 1970er-Jahre-Sänger Arkady Severny als sein großes Vorbild auf. Allerdings sieht er wesentliche Unterschiede. Während Sewerny und andere Traditionsinterpreten gerne spontane Ac-hoc-Aufführungen mit entsprechenden Song-Variationen zum Besten gaben, stecken La Minor einige Arbeit in die Arrangements der Stücke. Als wichtiges Anliegen der Gruppe gibt er an, zusammen mit dem Publikum eine gute Zeit zu haben. Befragt zum Partyfaktor der La-Minor-Musik, meinte er lapidar: „Aus irgendeinem Grund kommen viele Rockmusiker zu unseren Konzerten. Sie mögen es. Ich glaube, dass sie nur auf diese Art von Musik entspannen können.“
Die Weltmusik-Website Weltmusik-Magazin charakterisierte die Musik der Band als „Underground-Chanson mit menschlichem Antlitz“ und lobte vor allem den gelungenen Stilmix: „La Minor kommen aus St. Petersburg, haben aber eine Schwäche für Odessa. Die Gassen und Bars der beiden Städte ähneln sich in ihrem europäischen Charme ja ein wenig. La Minor spielen so genanntes Straßenchanson, russischen Folk, Jazz und Klezmer. Sie erwecken einen Teil der Atmosphäre des Odessa der 1920er bis 1940er Jahre zu neuem Leben. Ihre Lieder sind wie vertonte Kriminalromane über kleine Ganoven und tragische Liebe, fröhlich und gleichzeitig melancholisch. Diebe und Polizisten, Nutten und Undercover-Agenten bevölkern die urbane Unterwelt der La-Minor-Songs. Das zärtlich-liebevolle Mütterliche der russischen Sprache macht die derben Geschichten anrührend. Zeitlos.“ Die Webseite Sound & Image lobte in einem Beitrag vor allem die Performance der Band: „Sänger Slava Shalygin hat das Organ, dass jeder Stimmung gerecht wird, und seine Musik-Kumpels holen ihn in jedem Gemütszustand ab – egal ob im Tango-Schritt, mit einem bisschen Klezmer im Koffer, als Schlaflied oder als sportliches Sauflied im Ska-Rhythmus.“

## Diskografie

### Alben
- Blatnyak (2001)
- Lenconcert (2002)
- … chto-to sigareta gasnet (Kapkan; 2003)
- Smert’ juvelira (2005)
- Oboroty (2009; Eastblok Music / Indigo)
- Ona byla perwoj (Sie war die erste) (2014; La Minor)

### Auf Kompilationen
- Russendisko Hits (2003; Trikont)
- Russensoul (2004; Trikont)